# Mistrovství Asie ve fotbale 2011
Mistrovství Asie ve fotbale 2011 (nebo také Asijský pohár) bylo patnácté mistrovství pořádané fotbalovou asociací AFC v době od 7. do 29. ledna v Kataru. Vítězem se stala japonská fotbalová reprezentace, která se tak probojovala na Konfederační pohár FIFA 2013.

## Kvalifikace
Hlavní článek: Kvalifikace na Mistrovství Asie ve fotbale 2011

## Základní skupiny
| Vysvětlivky | Vysvětlivky                                           |
| ----------- | ----------------------------------------------------- |
|             | První dva týmy z každé skupiny postoupily do play off |

### Skupina A
| Tým        | Z | V | R | P | VG | IG | +/- | B |
| ---------- | - | - | - | - | -- | -- | --- | - |
| Uzbekistán | 3 | 2 | 1 | 0 | 6  | 3  | +3  | 7 |
| Katar      | 3 | 2 | 0 | 1 | 5  | 2  | +3  | 6 |
| Čína       | 3 | 1 | 1 | 1 | 4  | 4  | 0   | 4 |
| Kuvajt     | 3 | 0 | 0 | 3 | 1  | 7  | −6  | 0 |

| 7. ledna 2011 19:15 |        |                          |                                                                                      |
| Katar               | 0 – 2  | Uzbekistán               | Khalifa International Stadium, Dauhá diváci: 37 143 rozhodčí: Jujči Nišimura (Japan) |
|                     | Report | Ahmedov 59' Djeparov 77' | Khalifa International Stadium, Dauhá diváci: 37 143 rozhodčí: Jujči Nišimura (Japan) |

| 8. ledna 2011 16:15 |        |                                      |                                                                            |
| Kuvajt              | 0 – 2  | Čína                                 | Al Gharafa Stadium, Dauhá diváci: 7 423 rozhodčí: Ben Williams (Australia) |
|                     | Report | Zhang Linpeng 58' Deng Zhuoxiang 66' | Al Gharafa Stadium, Dauhá diváci: 7 423 rozhodčí: Ben Williams (Australia) |

| 12. ledna 2011 16:15       |        |                     |                                                                             |
| Uzbekistán                 | 2 – 1  | Kuvajt              | Al Gharafa Stadium, Dauhá diváci: 3 481 rozhodčí: Nawaf Shukralla (Bahrain) |
| Shatskikh 41' Djeparov 65' | Report | Al Mutwa 49' (pen.) | Al Gharafa Stadium, Dauhá diváci: 3 481 rozhodčí: Nawaf Shukralla (Bahrain) |

| 12. ledna 2011 19:15 |        |                  |                                                                                          |
| Čína                 | 0 – 2  | Katar            | Khalifa International Stadium, Dauhá diváci: 30 778 rozhodčí: Kim Dong-Jin (South Korea) |
|                      | Report | Ahmed 27', 45+1' | Khalifa International Stadium, Dauhá diváci: 30 778 rozhodčí: Kim Dong-Jin (South Korea) |

| 16. ledna 2011 19:15                      |        |        |                                                                                       |
| Katar                                     | 3 – 0  | Kuvajt | Khalifa International Stadium, Dauhá diváci: 28 339 rozhodčí: Abdul Malik (Singapore) |
| Mohammed 12' El Sayed 16' Fábio César 86' | Report |        | Khalifa International Stadium, Dauhá diváci: 28 339 rozhodčí: Abdul Malik (Singapore) |

| 16. ledna 2011 19:15     |        |                          |                                                                             |
| Čína                     | 2 – 2  | Uzbekistán               | Al Gharafa Stadium, Dauhá diváci: 3 529 rozhodčí: Abdullah Al Hilali (Oman) |
| Yu Hai 6' Hao Junmin 56' | Report | Ahmedov 30' Geynrikh 46' | Al Gharafa Stadium, Dauhá diváci: 3 529 rozhodčí: Abdullah Al Hilali (Oman) |

### Skupina B
| Tým            | Z | V | R | P | VG | IG | +/- | B |
| -------------- | - | - | - | - | -- | -- | --- | - |
| Japonsko       | 3 | 2 | 1 | 0 | 8  | 2  | +6  | 7 |
| Jordánsko      | 3 | 2 | 1 | 0 | 4  | 2  | +2  | 7 |
| Sýrie          | 3 | 1 | 0 | 2 | 4  | 5  | −1  | 3 |
| Saúdská Arábie | 3 | 0 | 0 | 3 | 1  | 8  | −7  | 0 |

| 9. ledna 2011 16:15 |        |                  |                                                                                |
| Japonsko            | 1 – 1  | Jordánsko        | Qatar SC Stadium, Dauhá diváci: 6 255 rozhodčí: Abdul Malik Bashir (Singapore) |
| Yoshida 90+2'       | Report | Abdel Fattah 45' | Qatar SC Stadium, Dauhá diváci: 6 255 rozhodčí: Abdul Malik Bashir (Singapore) |

| 9. ledna 2011 19:15 |        |                        |                                                                                      |
| Saúdská Arábie      | 1 – 2  | Sýrie                  | Ahmed bin Ali Stadium, Al Rayyan diváci: 15 768 rozhodčí: Kim Dong-Jin (South Korea) |
| Al Jassim 60'       | Report | A. Al Hussain 38', 63' | Ahmed bin Ali Stadium, Al Rayyan diváci: 15 768 rozhodčí: Kim Dong-Jin (South Korea) |

| 13. ledna 2011 16:15 |        |                |                                                                                |
| Jordánsko            | 1 – 0  | Saúdská Arábie | Ahmed bin Ali Stadium, Al Rayyan diváci: 17 349 rozhodčí: Ali Al Badwawi (UAE) |
| Abdul Rahman 42'     | Report |                | Ahmed bin Ali Stadium, Al Rayyan diváci: 17 349 rozhodčí: Ali Al Badwawi (UAE) |

| 13. ledna 2011 19:15 |        |                                |                                                                      |
| Sýrie                | 1 – 2  | Japonsko                       | Qatar SC Stadium, Dauhá diváci: 10 453 rozhodčí: Mohsen Torky (Iran) |
| Al Khatib 76' (pen.) | Report | Hasebe 35' K. Honda 82' (pen.) | Qatar SC Stadium, Dauhá diváci: 10 453 rozhodčí: Mohsen Torky (Iran) |

| 17. ledna 2011 16:15 |        |                                     |                                                                                       |
| Saúdská Arábie       | 0 – 5  | Japonsko                            | Ahmed bin Ali Stadium, Al Rayyan diváci: 2 022 rozhodčí: Ravshan Irmatov (Uzbekistan) |
|                      | Report | Okazaki 8', 13', 80' Maeda 19', 51' | Ahmed bin Ali Stadium, Al Rayyan diváci: 2 022 rozhodčí: Ravshan Irmatov (Uzbekistan) |

| 17. ledna 2011 16:15        |        |             |                                                                              |
| Jordánsko                   | 2 – 1  | Sýrie       | Qatar SC Stadium, Dauhá diváci: 9 849 rozhodčí: Abdulrahman Mohammed (Qatar) |
| Diab 30' (vl.) Al Saify 59' | Report | Al Zeno 15' | Qatar SC Stadium, Dauhá diváci: 9 849 rozhodčí: Abdulrahman Mohammed (Qatar) |

### Skupina C
| Tým         | Z | V | R | P | VG | IG | +/- | B |
| ----------- | - | - | - | - | -- | -- | --- | - |
| Austrálie   | 3 | 2 | 1 | 0 | 6  | 1  | +5  | 7 |
| Jižní Korea | 3 | 2 | 1 | 0 | 7  | 3  | +4  | 7 |
| Bahrajn     | 3 | 1 | 0 | 2 | 6  | 5  | +1  | 3 |
| Indie       | 3 | 0 | 0 | 3 | 3  | 13 | -10 | 0 |

| 10. ledna 2011 16:15 |        |                                         |                                                                              |
| Indie                | 0 – 4  | Austrálie                               | Jassim Bin Hamad Stadium, Dauhá diváci: 9 783 rozhodčí: Ali Al Badwawi (UAE) |
|                      | Report | Cahill 11', 65' Kewell 24' Holman 45+2' | Jassim Bin Hamad Stadium, Dauhá diváci: 9 783 rozhodčí: Ali Al Badwawi (UAE) |

| 10. ledna 2011 19:15  |        |                  |                                                                             |
| Jižní Korea           | 2 – 1  | Bahrajn          | Al Gharafa Stadium, Dauhá diváci: 6 669 rozhodčí: Abdullah Al Hilali (Oman) |
| Koo Ja-Cheol 40', 52' | Report | Aaish 85' (pen.) | Al Gharafa Stadium, Dauhá diváci: 6 669 rozhodčí: Abdullah Al Hilali (Oman) |

| 14. ledna 2011 16:15 |        |                  |                                                                                 |
| Austrálie            | 1 – 1  | Jižní Korea      | Al Gharafa Stadium, Dauhá diváci: 15 526 rozhodčí: Abdulrahman Mohammed (Qatar) |
| Jedinak 62'          | Report | Koo Ja-Cheol 24' | Al Gharafa Stadium, Dauhá diváci: 15 526 rozhodčí: Abdulrahman Mohammed (Qatar) |

| 14. ledna 2011 19:15                          |        |                          |                                                                                            |
| Bahrajn                                       | 5 – 2  | Indie                    | Jassim Bin Hamad Stadium, Dauhá diváci: 11 032 rozhodčí: Subkhiddin Mohd Salleh (Malaysia) |
| Aaish 8' (pen.) Abdullatif 16', 20', 35', 77' | Report | G. Singh 10' Chhetri 53' | Jassim Bin Hamad Stadium, Dauhá diváci: 11 032 rozhodčí: Subkhiddin Mohd Salleh (Malaysia) |

| 18. ledna 2011 16:15                                  |        |                    |                                                                                    |
| Jižní Korea                                           | 4 – 1  | Indie              | Al Gharafa Stadium, Dauhá diváci: 11 366 rozhodčí: Khalil Al Ghamdi (Saudi Arabia) |
| Ji Dong-Won 6', 23' Koo Ja-Cheol 9' Son Heung-Min 81' | Report | Chhetri 12' (pen.) | Al Gharafa Stadium, Dauhá diváci: 11 366 rozhodčí: Khalil Al Ghamdi (Saudi Arabia) |

| 18. ledna 2011 16:15 |        |         |                                                                                |
| Austrálie            | 1 – 0  | Bahrajn | Jassim Bin Hamad Stadium, Dauhá diváci: 3 919 rozhodčí: Jujči Nišimura (Japan) |
| Jedinak 37'          | Report |         | Jassim Bin Hamad Stadium, Dauhá diváci: 3 919 rozhodčí: Jujči Nišimura (Japan) |

### Skupina D
| Tým           | Z | V | R | P | VG | IG | +/- | B |
| ------------- | - | - | - | - | -- | -- | --- | - |
| Írán          | 3 | 3 | 0 | 0 | 6  | 1  | +5  | 9 |
| Irák          | 3 | 2 | 0 | 1 | 3  | 2  | +1  | 6 |
| Severní Korea | 3 | 0 | 1 | 2 | 0  | 2  | −2  | 1 |
| SAE           | 3 | 0 | 1 | 2 | 0  | 4  | -4  | 1 |

| 11. ledna 2011 16:15 |        |     |                                                                                   |
| Severní Korea        | 0 – 0  | SAE | Qatar SC Stadium, Dauhá diváci: 3 639 rozhodčí: Subkhiddin Mohd Salleh (Malaysia) |
|                      | Report |     | Qatar SC Stadium, Dauhá diváci: 3 639 rozhodčí: Subkhiddin Mohd Salleh (Malaysia) |

| 11. ledna 2011 19:15 |        |                       |                                                                                        |
| Irák                 | 1 – 2  | Írán                  | Ahmed bin Ali Stadium, Al Rayyan diváci: 10 478 rozhodčí: Ravshan Irmatov (Uzbekistan) |
| Mahmoud 13'          | Report | Rezaei 42' Mobali 84' | Ahmed bin Ali Stadium, Al Rayyan diváci: 10 478 rozhodčí: Ravshan Irmatov (Uzbekistan) |

| 15. ledna 2011 16:15 |        |               |                                                                           |
| Írán                 | 1 – 0  | Severní Korea | Qatar SC Stadium, Dauhá diváci: 6 488 rozhodčí: Nawaf Shukralla (Bahrain) |
| Ansarifard 62'       | Report |               | Qatar SC Stadium, Dauhá diváci: 6 488 rozhodčí: Nawaf Shukralla (Bahrain) |

| 15. ledna 2011 19:15 |        |                      |                                                                                 |
| SAE                  | 0 – 1  | Irák                 | Ahmed bin Ali Stadium, Al Rayyan diváci: 7 233 rozhodčí: Jujči Nišimura (Japan) |
|                      | Report | W. Abbas 90+3' (vl.) | Ahmed bin Ali Stadium, Al Rayyan diváci: 7 233 rozhodčí: Jujči Nišimura (Japan) |

| 19. ledna 2011 19:15 |        |               |                                                                                            |
| Irák                 | 1 – 0  | Severní Korea | Ahmed bin Ali Stadium, Al Rayyan diváci: 4 111 rozhodčí: Subkhiddin Mohd Salleh (Malaysia) |
| Jassim 22'           | Report |               | Ahmed bin Ali Stadium, Al Rayyan diváci: 4 111 rozhodčí: Subkhiddin Mohd Salleh (Malaysia) |

| 19. ledna 2011 19:15 |        |                                              |                                                                            |
| SAE                  | 0 – 3  | Írán                                         | Qatar SC Stadium, Dauhá diváci: 5 012 rozhodčí: Kim Dong-Jin (South Korea) |
|                      | Report | Afshin 70' M. Nouri 83' W. Abbas 90+2' (vl.) | Qatar SC Stadium, Dauhá diváci: 5 012 rozhodčí: Kim Dong-Jin (South Korea) |

## Play off
|  | Čtvrtfinále          | Čtvrtfinále       |                   |             | Semifinále  | Semifinále  |  |  | Finále            | Finále |
|  |                      |                   |                   |             |             |             |  |  |                   |        |
|  | 21. ledna - Dauhá    |                   |                   |             |             |             |  |  |                   |        |
|  |                      |                   |                   |             |             |             |  |  |                   |        |
|  | Uzbekistán           | 2                 |                   |             |             |             |  |  |                   |        |
|  | Uzbekistán           | 2                 | 25. ledna - Dauhá |             |             |             |  |  |                   |        |
|  | Jordánsko            | 1                 |                   |             |             |             |  |  |                   |        |
|  | Jordánsko            | 1                 | Uzbekistán        | 0           |             |             |  |  |                   |        |
|  | 22. ledna - Dauhá    |                   | Uzbekistán        | 0           |             |             |  |  |                   |        |
|  |                      | Austrálie         | 6                 |             |             |             |  |  |                   |        |
|  | Austrálie (prodl.)   | Austrálie         | 6                 | 1           |             |             |  |  |                   |        |
|  | Austrálie (prodl.)   |                   | 29. ledna - Dauhá | 1           |             |             |  |  |                   |        |
|  | Irák                 | 0                 |                   |             |             |             |  |  |                   |        |
|  | Irák                 | 0                 | Austrálie         | 0           |             |             |  |  |                   |        |
|  | 21. ledna - Dauhá    |                   | Austrálie         | 0           |             |             |  |  |                   |        |
|  |                      | Japonsko (prodl.) | 1                 |             |             |             |  |  |                   |        |
|  | Japonsko             | Japonsko (prodl.) | 1                 | 3           |             |             |  |  |                   |        |
|  | Japonsko             | 25. ledna - Dauhá |                   | 3           |             |             |  |  |                   |        |
|  | Katar                | 2                 |                   |             |             |             |  |  |                   |        |
|  | Katar                | 2                 | Japonsko (pen.)   | 2 (3)       | Třetí místo | Třetí místo |  |  |                   |        |
|  | 22. ledna - Dauhá    |                   | Japonsko (pen.)   | 2 (3)       | Třetí místo | Třetí místo |  |  |                   |        |
|  |                      | Jižní Korea       | 2 (0)             |             |             |             |  |  |                   |        |
|  | Írán                 | Jižní Korea       | 2 (0)             | 0           | Uzbekistán  | 2           |  |  |                   |        |
|  | Írán                 |                   |                   | 0           | Uzbekistán  | 2           |  |  |                   |        |
|  | Jižní Korea (prodl.) | 1                 |                   | Jižní Korea | 3           |             |  |  |                   |        |
|  | Jižní Korea (prodl.) | 1                 |                   |             | 3           |             |  |  |                   |        |
|  |                      |                   |                   |             |             |             |  |  | 28. ledna - Dauhá |        |
|  |                      |                   |                   |             |             |             |  |  |                   |        |

### Čtvrtfinále
| 21. ledna 2011 16:25      |        |                           |                                                                                      |
| Japonsko                  | 3 – 2  | Katar                     | Al-Gharafa Stadium, Dauhá diváci: 19 479 rozhodčí: Subkhiddin Mohd Salleh (Malaysia) |
| Kagawa 29', 71' Inoha 89' | Report | Soria 13' Fábio César 63' | Al-Gharafa Stadium, Dauhá diváci: 19 479 rozhodčí: Subkhiddin Mohd Salleh (Malaysia) |

| 21. ledna 2011 19:25 |        |                    |                                                                                       |
| Uzbekistán           | 2 – 1  | Jordánsko          | Khalifa International Stadium, Dauhá diváci: 16 073 rozhodčí: Abdul Malik (Singapore) |
| Bakayev 47', 49'     | Report | B. Bani Yaseen 58' | Khalifa International Stadium, Dauhá diváci: 16 073 rozhodčí: Abdul Malik (Singapore) |

| 22. ledna 2011 16:25 |                |      |                                                                                      |
| Austrálie            | 1 – 0 (prodl.) | Irák | Jassim Bin Hamad Stadium, Dauhá diváci: 7 889 rozhodčí: Abdulrahman Mohammed (Qatar) |
| Kewell 118'          | Report         |      | Jassim Bin Hamad Stadium, Dauhá diváci: 7 889 rozhodčí: Abdulrahman Mohammed (Qatar) |

| 22. ledna 2011 19:25 |                |                     |                                                                              |
| Írán                 | 0 – 1 (prodl.) | Jižní Korea         | Qatar SC Stadium, Dauhá diváci: 7 111 rozhodčí: Ravshan Irmatov (Uzbekistan) |
|                      | Report         | Yoon Bit-Garam 105' | Qatar SC Stadium, Dauhá diváci: 7 111 rozhodčí: Ravshan Irmatov (Uzbekistan) |

### Semifinále
| 25. ledna 2011 16:25  |                |                                             |                                                                                    |
| Japonsko              | 2 – 2 (prodl.) | Jižní Korea                                 | Al-Gharafa Stadium, Dauhá diváci: 16 171 rozhodčí: Khalil Al Ghamdi (Saudi Arabia) |
| Maeda 36' Hosogai 97' | Report         | Ki Sung-Yueng 23' (pen.) Hwang Jae-Won 120' | Al-Gharafa Stadium, Dauhá diváci: 16 171 rozhodčí: Khalil Al Ghamdi (Saudi Arabia) |

|                                 |       | Penaltový rozstřel                      |  |
| K. Honda Okazaki Nagatomo Konno | 3 – 0 | Koo Ja-Cheol Lee Yong-Rae Hong Jeong-Ho |  |

| 25. ledna 2011 19:25 |        |                                                                      |                                                                                    |
| Uzbekistán           | 0 – 6  | Austrálie                                                            | Khalifa International Stadium, Dauhá diváci: 24 826 rozhodčí: Ali Al Badwawi (UAE) |
|                      | Report | Kewell 5' Ognenovski 35' Carney 65' Emerton 73' Valeri 82' Kruse 83' | Khalifa International Stadium, Dauhá diváci: 24 826 rozhodčí: Ali Al Badwawi (UAE) |

### O 3. místo
| 28. ledna 2011 18:00     |        |                                       |                                                                                        |
| Uzbekistán               | 2 – 3  | Jižní Korea                           | Jassim Bin Hamad Stadium, Dauhá diváci: 8 199 rozhodčí: Abdul Malik Bashir (Singapore) |
| Geynrikh 45' (pen.), 53' | Report | Koo Ja-Cheol 18' Ji Dong-Won 28', 39' | Jassim Bin Hamad Stadium, Dauhá diváci: 8 199 rozhodčí: Abdul Malik Bashir (Singapore) |

### Finále
| 29. ledna 2011 18:00 |                |          |                                                                                            |
| Austrálie            | 0 – 1 (prodl.) | Japonsko | Khalifa International Stadium, Dauhá diváci: 37 174 rozhodčí: Ravshan Irmatov (Uzbekistan) |
|                      | Report         | Lee 109' | Khalifa International Stadium, Dauhá diváci: 37 174 rozhodčí: Ravshan Irmatov (Uzbekistan) |

## Vítěz
| Mistrovství Asie ve fotbale 2011 Japonsko |